# Église Saint-Jean-Baptiste de Loupoigne
L'église Saint-Jean-Baptiste est une église de style néo-classique située à Loupoigne, section de la commune belge de Genappe, en Brabant wallon.

## Localisation
L'église se dresse, entourée de fermes typiques classées tout comme elle, au milieu du village de Loupoigne, à environ 2 km au sud-ouest de Genappe.

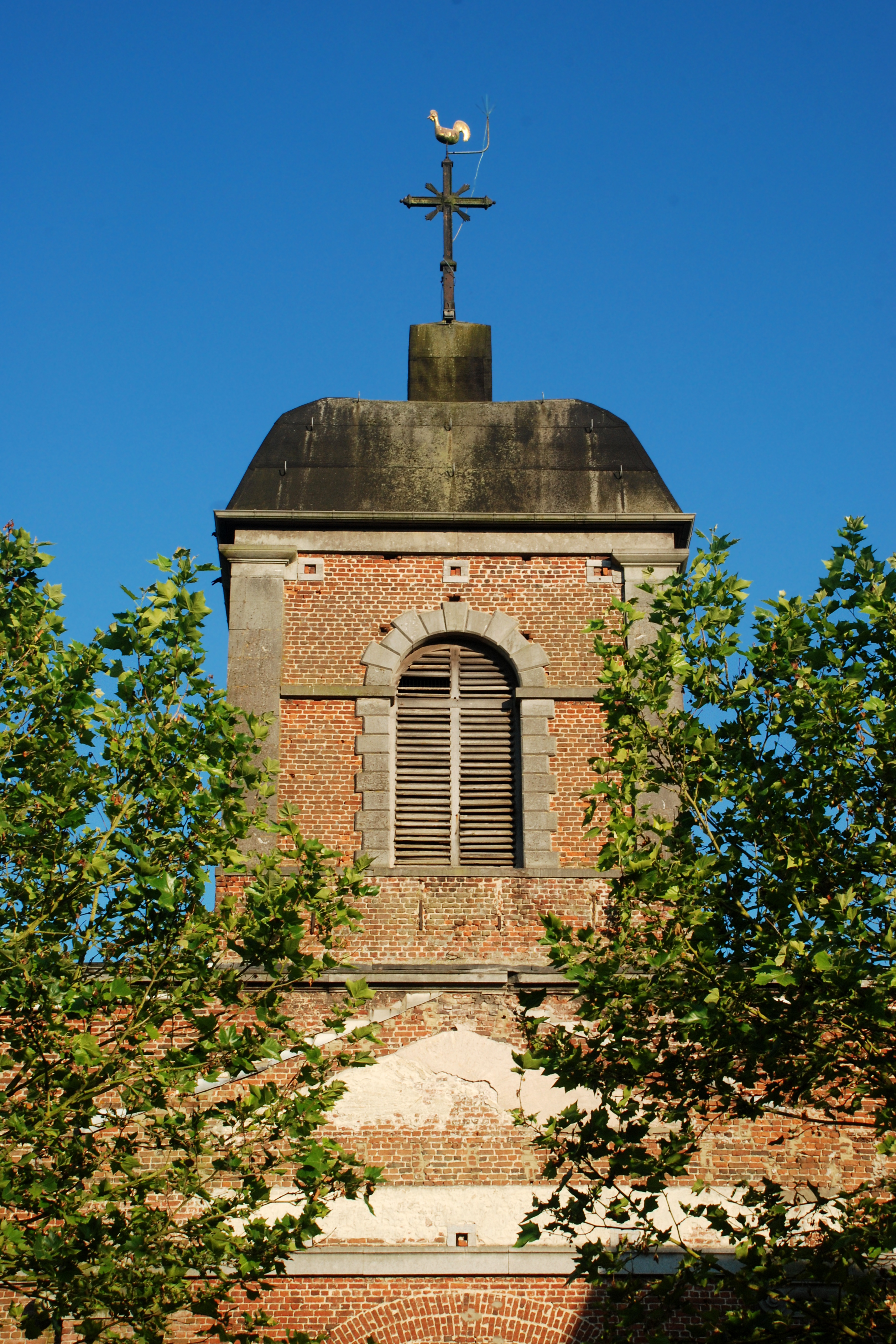
Le clocher classé

## Historique
L'église a été construite en style néo-classique par l'architecte Antoine Moreau vers 1833 comme l'attestent des monogrammes sur la façade et sur les pilastres du chœur.

## Classement
Le clocher et deux ailes latérales formant avant corps de l'église Saint-Jean-Baptiste font l'objet d'un classement au titre des monuments historiques depuis le 5 novembre 1987 sous la référence 25031-CLT-0017-01.
Par ailleurs, l'ensemble formé par le vieux moulin, l'église et les fermes fait l'objet d'un classement en tant que site depuis le 27 février 1992 sous la référence 25031-CLT-0019-01 .